# 감산 합성
감산 합성, 감산식 합성, 감산 합성법(subtractive synthesis)은 오디오 신호의 배음이 필터에 의해 감쇠되어 사운드의 음색을 변경하는 사운드 합성 방법이다.

## 개요
감산 합성은 방형파 및 삼각파와 같은 비정현파나 백색 잡음 및 분홍색 잡음와 같은 배음이 있는 음원에 의존한다. 그런 다음 이러한 배음이 변조되어 소스 사운드를 변경한다. 이 변조는 전압 제어 또는 로우패스 필터와 같은 다양한 방식으로 발생할 수 있다.
주로 통신 및 군사 응용 분야에 초점을 맞춘 실험적인 전자 스튜디오에서 개발된 기술이다. 초기 사례로는 벨 연구소의 보더Voder, 1937~8)가 있다. 작곡가들은 녹음 스튜디오를 넘어 콘서트 음악에 감산 합성 개념을 적용하기 시작했다. 앙리 푸쇠르의 스캄비(Scambi, 1957)는 백색 소음을 필터에 적용하고 결과 사운드를 사용하여 몽타주를 만든다. 카를하인츠 슈토크하우젠의 마이크로포니 I(Mikrophonie I, 1964)은 탐탐과 마이크로폰을 기본 음원으로 사용한 다음 두 명의 음향 영사기사에 의해 광범위하게 필터링된다.
디지털 신디사이저가 출현할 때까지 감산 합성은 거의 보편적인 전자 사운드 생성 방법이었다. 그 인기는 주로 상대적인 단순성 때문이었다. 감산 합성은 아날로그 신디사이저에서 널리 사용되어 때로는 "아날로그 합성"이라고도 불린다. 이는 트라우토늄(1930), 노바코드(1939), 부츨라 100(1960년대), EMS VCS 3(1969), 미니묵(1970), ARP 2600(1971), 오버하임 OB-1(1978) 및 코르그 MS-20(1978)과 같은 악기의 사운드 생성 방법이었다.:71–4 프로그래밍 가능한 사운드 생성기(PSG)는 감산 합성에 크게 의존했다. PSG는 아타리 ST, 마텔의 인텔리비전, 세가의 세가 마스터 시스템 및 ZX 스펙트럼과 같은 많은 개인용 컴퓨터, 아케이드 게임 및 가정용 콘솔에 사용되었다.